# Leopoldo Barreda
Leopoldo Barreda de los Ríos, né le 15 mai 1960, est un avocat et homme politique espagnol, membre du Parti populaire (PP).
Il est élu député de la circonscription de Biscaye lors des élections générales de novembre 2011.

## Biographie

### Vie privée
Il est divorcé et père de quatre enfants.

### Études de droit
Il fait ses études supérieures à l'université de Deusto où il obtient une licence en droit en 1983. Il devient ensuite avocat.

### Apoderado des Juntes de Biscaye
En 1983, alors âgé de 23 ans, il est élu président des Nouvelles Générations (en espagnol : Nuevas Generaciones) de la fédération d'Alliance populaire (AP) dans la communauté autonome du Pays basque. Il reste en poste jusqu'en 1985 ; date à laquelle il est désigné secrétaire général d'AP dans la province de Biscaye. Deux ans plus tard, en 1987, il est élu membre (en espagnol : apoderado) des Juntes générales de Biscaye — organe législatif de la province — pour la circonscription de Bilbao. Dès l'ouverture de la mandature, seul élu de son parti, il est choisi comme porte-parole du groupe mixte de l'assemblée provinciale.
En 1990, après la refondation de l'AP en Parti populaire, il est élu président de la fédération provinciale de Biscaye. L'année suivante, il obtient un deuxième mandat d'apoderado et siège à la commission du Règlement et du Gouvernement et à la commission de la Politique sectorielle dont il est le secrétaire. Il conserve son poste de porte-parole du groupe populaire, réunissant quatre élus, jusqu'en 1995.

### Député au Parlement basque
Inclus sur les listes de la Coalition populaire en vue des élections basques de 1986, il devient député au Parlement basque à la toute fin du mandat en mai 1990 après la démission de Julen Guimón Ugartechea. Réélu après les élections d'octobre 1990, il est choisi comme président de la commission spéciale relative au Droit civil, foral et spécial et intègre la commission de l'Urgence législative, du Règlement et du Gouvernement ainsi que celle de l'Éducation et de la Culture.
Alors qu'il conserve son mandat lors des élections basques d'octobre 1994, il se convertit en porte-parole du groupe parlementaire régionale en avril 1996, du fait de la démission de Jaime Mayor Oreja, nommé ministre de l'Intérieur du premier gouvernement de José María Aznar. Successivement réélu, il conserve ses fonctions de porte-parole jusqu'à sa démission en décembre 2011 et est remplacé par Antonio Damborenea. Entre 2005 et 2011, il est également le vice-président de la commission des Institutions, de l'Intérieur et de la Justice. Il est remplacé comme président du PP de Biscaye en 2004 par Antonio Basagoiti.

### Député national
Il est chargé de conduire la liste du parti dans la circonscription de Biscaye à l'occasion des élections générales de novembre 2011. Au soir du scrutin, sa candidature reçoit le soutien de 113 401 électeurs — soit 17,72 % des suffrages exprimés — et se classe en quatrième position derrière celle du PNV, du PSE-EE menée par Eduardo Madina et celle d'Amaiur. Elle obtient cependant un mandat parmi les huit en jeu dans la circonscription. Élu membre du Congrès des députés — chambre basse des Cortes Generales, il est désigné porte-parole adjoint du groupe parlementaire et intègre, à ce titre, la députation permanente au poste de titulaire. Il est également membre de la commission constitutionnelle, de la commission de l'Intérieur et de la commission du Règlement. Il participe, en outre, aux commissions réduites chargées d'étudier les principaux textes en matière de justice et de sécurité.
De nouveau candidat lors des élections législatives de décembre 2015, il parvient à conserver son siège au palais des Cortes tout en enregistrant une perte nette de 38 844 voix du fait de la fragmentation des forces politiques. Avec 11,4 % des suffrages, sa liste arrive en cinquième position derrière le PNV, Podemos, le PSE-EE et EH Bildu. Quittant la députation permanente, il est choisi comme président de la commission du Statut des députés chargée de vérifier les incompatibilités des parlementaires. Il devient également membre de la commission de la Justice, en plus des précédentes commissions.
Il obtient son troisième mandat de parlementaire national au cours des élections générales anticipées de juin 2016 — convoquées par le roi et le président du Congrès des députés, Patxi López, après l'absence d'une majorité suffisante pour investir un président du gouvernement, et conforte son score jusqu'à obtenir 78 965 voix, soit 4 405 suffrages de plus par rapport à l'échéance précédente, et dépasse la liste d'EH Bildu qui tombe à la cinquième position. Réélu président de la commission du Statut des députés, il intègre la commission pour la qualité démocratique présidée par Toni Cantó et la commission du Suivi et de l'Évaluation des accords du pacte d'État relatif à la violence de genre présidée par Pilar Cancela, dès sa création en avril 2018. Il fait aussi son retour à la députation permanente, au poste de membre suppléant. Il perd cette responsabilité en août 2018 dans le cadre du renouvellement imposé par Pablo Casado.